# Järrestads tingslag
Järrestads tingslag var mellan 1682 och 1872 ett tingslag i Kristianstads län i Ingelstads och Järrestads domsaga (från 1848). Tingsplats var Hammenhög.
Tingslaget bildades 1682 och omfattade Järrestads härad. Tingslaget uppgick 1 januari 1873 i Ingelstads och Järrestads domsagas tingslag.